# 京都京阪バス八幡営業所
京都京阪バス八幡営業所（きょうとけいはんバスやわたえいぎょうしょ）は、京都府八幡市にある京都京阪バスのバス営業所。京都府道22号八幡木津線沿いに位置し、最寄り停留所は京阪バスの「御園神社」である。八幡市と城陽市のコミュニティバスも運行受託している。現在の営業所略称は「ヤワ」である。

## 概要
京阪宇治バスによる京阪シティバス吸収合併により、以前あった京阪宇治バス本社・宇治営業所・京田辺営業所と京阪シティバス本社・洛南営業所を統合する目的で2014年（平成26年）4月1日に新築された。以前の宇治営業所については2015年よりフレンドマート宇治菟道店となっている。
京阪グループ共通バスカードで印字されていた略称は、2014年（平成26年）4月時点では、旧宇治営業所に所属していた車両は「ウジ」、旧京田辺営業所に所属していた車両は「ウタ」であった。かつて京阪バスホームページ内にあった「京阪バスグループの運賃ご案内」営業所と運行地域のページに営業所の略称が掲載されていた。2014年（平成26年）の合併の際にこのページは削除されている。
所在地は京都京阪バス本社と同一で、京都府八幡市上奈良宮ノ東2番5。

## 所轄路線
旧・京阪宇治バス時代はバスの系統番号を一般的な「XX系統」と称していたが、旧・京阪シティバスとの合併による京都京阪バスに移行後は、旧・京阪シティバスに合わせて「XX号経路」と称するようになった。

### 宇治大久保淀線

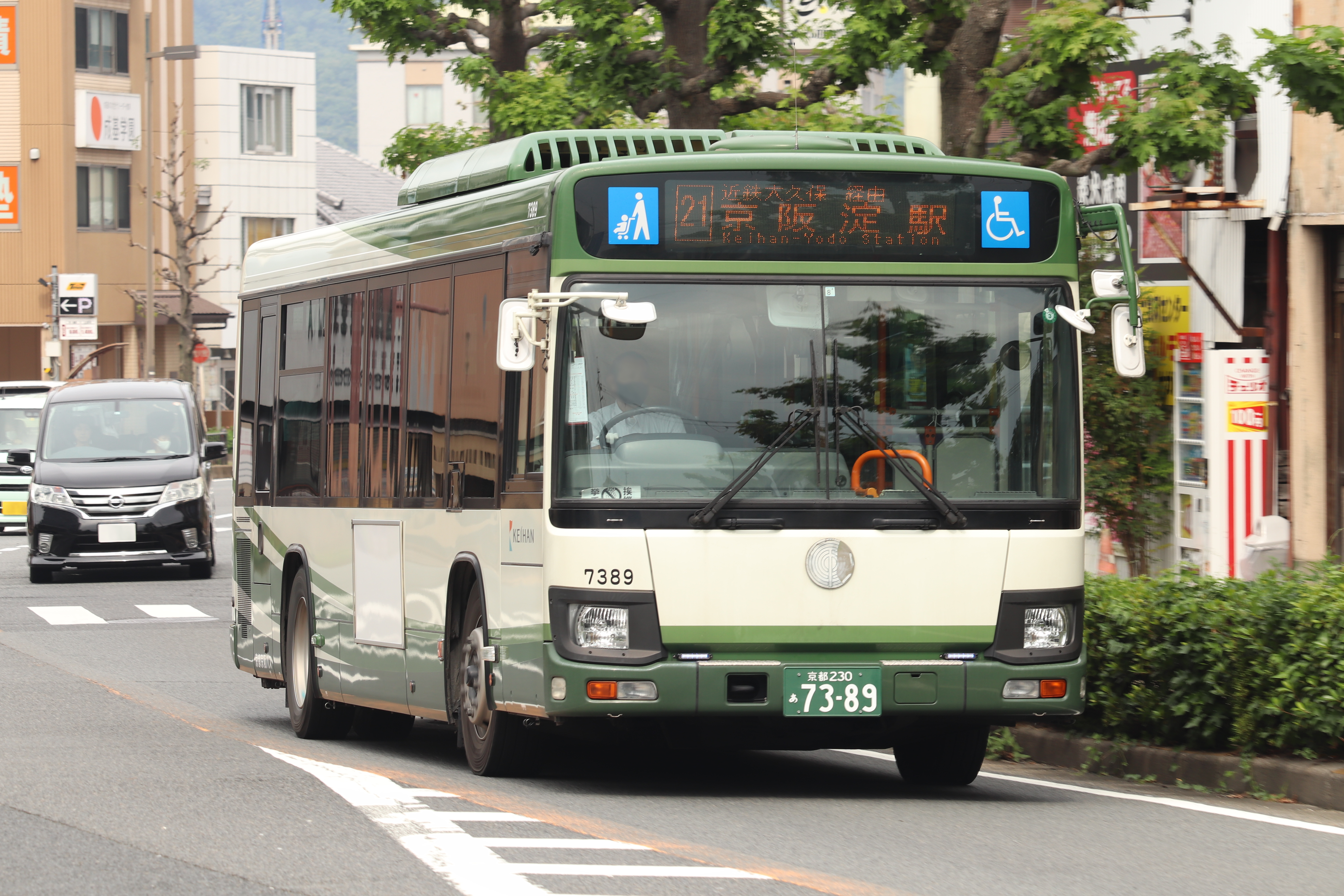
21号経路

京阪宇治駅（京阪宇治線）・JR宇治駅（JR奈良線）・近鉄大久保（近鉄京都線）と、宇治市内の各路線の主要駅を結び、久御山町経由で淀駅にも乗り入れる京都京阪バスの主要路線の1つ。京都府道15号宇治淀線を走る。
ほぼ終日40分間隔で、朝夕の時間帯を除き、基本的には全線通しの21号経路が運行される。
京都京阪バスの営業開始前は、京阪宇治 - 宇治車庫間も運行されていた。
当路線などでは2019年より、塗装は一般車と同様ながら後方の座席を茶室風に再現した貸切車兼用の一般路線バスの特別仕様車「宇治茶バス」が導入され、同年3月27日より暫定的に運用を開始した後、同年4月6日の全線ダイヤ改正で土曜ダイヤ及び休日ダイヤ時に運用を限定して運行開始した。平日ダイヤ実施日でも運用される場合があるが、土曜ダイヤ及び休日ダイヤ実施時とは異なり、運用は限定されておらず、また貸切車として運用されることもあるため、本路線で運用されない場合もある。
京阪宇治駅・京阪淀駅では1のりばから、近鉄大久保では淀駅行きが3番のりば、宇治行きが4番のりばからそれぞれ発車。
- 21号経路：京阪宇治駅 - JR宇治駅 - 城南荘 - 近鉄大久保 - 日産車体前 - 佐山 - 久御山町役場 - 北川顔 - 京阪淀駅
- 21A号経路：近鉄大久保 - 日産車体前 - 佐山 - 久御山町役場 - 北川顔 - 京阪淀駅
- 21B号経路：下津屋口 - 久御山町役場 - 北川顔 - 京阪淀駅
- 21D号経路：田井 - 下津屋口 - 佐山 - 日産車体前 - 近鉄大久保 - 城南荘前 - JR宇治駅 - 京阪宇治駅
  - 2017年2月25日より、京阪宇治駅 - 田井間の区間便として設定。
- 27号経路 京阪宇治駅 - JR宇治駅 - 城南荘前 - 近鉄大久保

### 黄檗宇治大久保線
立命館宇治高校を経由するものは行先番号にAが付されている。経由しないものは朝夕のごく少数のみ運行。
日中は240A号経路が1時間に2本・250A号経路が1本で、宇治 - 大久保は20分間隔での運行となっており、利便性が高い。沿線住民の他に通学利用も多く、京都京阪バスの主要路線の1つとなっている。
近鉄大久保では5のりばから、京阪宇治駅では大久保行きは2のりばからの発車。
- 103号経路：JR黄檗駅 - 莵道高校 - 黄檗台 - 森本 - 三室戸 - 京阪宇治駅
- 240号経路：京阪宇治駅 - JR宇治駅 - 宇治市役所 - 太陽が丘西ゲート前 - 寺山台 - 近鉄大久保
- 240A号経路：京阪宇治駅 - JR宇治駅 - 宇治市役所 - 太陽が丘西ゲート前 - 立命館宇治高校 - 寺山台 - 近鉄大久保
- 250号経路：JR黄檗駅 - 黄檗台 - 菟道高校 - 森本 - 京阪宇治駅 - JR宇治駅 - 宇治市役所 - 太陽が丘西ゲート前 - 寺山台 - 近鉄大久保
- 250A号経路：JR黄檗駅 - 黄檗台 - 菟道高校 - 森本 - 京阪宇治駅 - JR宇治駅 - 宇治市役所 - 太陽が丘西ゲート前 - 立命館宇治高校 - 寺山台 - 近鉄大久保
- 直行便：近鉄大久保 - 立命館宇治高校
  - JR新田駅南口のみ停車。
- 直行便：立命館宇治高校 - JR宇治駅 - 京阪宇治駅 - 森本 - 隼上り
  - 琵琶台口・JR宇治駅・京阪宇治駅・莵道荒槙・三室戸・森本のみ停車。

### 向島循環線
小倉駅と向島駅の両方から宇治徳洲会病院へのアクセス目的で開設した。設定直後に宇治徳洲会病院が移転したため、それに合わせて徳洲会病院停留所も移転した際に、路線が一部変更された。
- 10号経路：徳洲会病院 - 近鉄向島駅前
- 10A号経路：近鉄小倉 - 徳洲会病院 - 近鉄向島駅前
- 10B号経路：徳洲会病院 → 近鉄小倉 → 徳洲会病院

### 淀京都線
淀駅と京都駅を結ぶ。
元京阪バス京都南部線の系統の1つ。2019年4月1日のダイヤ改定で男山営業所から洛南営業所への移管を経て、2024年4月1より京都京阪バスによって運行されることとなった。
朝方と夕方に1往復ずつ運行される。
この路線の移管に伴い、26の経路番号が同一営業所内（もう一つは大久保中書島線）で重複することとなったが、離れているため、旅客案内上の支障はない。
- 26号経路：京阪淀駅 - 横大路 - 八丁畷 - 城南宮 - 市民防災センター - 東寺南門 - 九条近鉄前 - 京都駅八条口

### 淀竹田線
淀京都線と同様、元京都南部線の1つ。
- 24A号経路：京阪淀駅 - 横大路 - 八丁畷 - 京阪中書島 - パルスプラザ前 - 竹田駅西口

### 淀長岡京線
阪急バス大山崎営業所と共同運行。京阪淀駅では元京都南部線の3路線とともに3のりばから発車。
またJR京都線長岡京駅では西口1のりば、阪急京都線西山天王山駅では2のりばに停車する。
- 90号経路：JR長岡京駅（西口） - 東浦 - 阪急西山天王山駅 - 久貝 - 京阪淀駅

### 佐山大久保線
この運行経路に限り途中停留所での乗降が制限され、京都岡本記念病院行は乗車のみ、近鉄大久保行は降車のみの取扱いである。
平日と土曜日の運行で、休日ダイヤでは運休。大久保行きは日中基本的に40分間隔で、大久保発は朝の4本のみ。
近鉄大久保では1のりばから発車。
- 20号経路：京都岡本記念病院 - 近鉄大久保

### 宇治久御山団地線
京阪シティバスの4号経路を京都京阪バスが引き継いだ際に、系統番号はを22C号経路に変更した。
平日夕方に片道1本のみ。
- 22C号経路：久御山団地 → 日産車体前 → 近鉄大久保

### 大久保中書島線
宇治市内の主要駅である大久保駅と京阪本線・宇治線の連絡駅である中書島駅を結ぶ。25号経路が基本系統で、20分間隔の高頻度運行を行う。他は朝夕に数本のみの運行。
近鉄大久保では2のりばからの発車。
- 25号経路：近鉄大久保 - 緑ヶ原 - 栄町 - 久御山団地 - 新タマキ - まちの駅イオン久御山店前 - 東いもあらい - 京阪中書島
  - 2021年7月22日、まちの駅イオン久御山店前 - 西大手筋間の運行経路が、洛南道路から国道1号へ変更された[6]。
- 26号経路：近鉄大久保 - 緑ヶ原 - 久御山団地 - 新タマキ - まちの駅イオン久御山店前
- 26B号経路：近鉄大久保 - 緑ヶ原 - 久御山団地

### イオン大久保線
イオン久御山発車後は近鉄大久保までノンストップ。深夜1本のみ。
- 24NS号経路：まちの駅イオン久御山店前 → 近鉄大久保

### イオン中書島線
経路番号は大久保中書島線は同じだが、路線名が異なり、またNS経路であり中書島までノンストップ。深夜1本のみ。
- 25NS号経路：まちの駅イオン久御山店前 → 中書島

### 折居台明星町線
京阪宇治駅では宇治文化センター行きのみ2のりば、他はすべて3のりばからの発車。
- 40号経路：宇治文化センター → JR宇治駅 → 京阪宇治駅 → 明星町3丁目 → 京阪宇治駅 → JR宇治駅 → 宇治文化センター
- 40A号経路：JR宇治駅 → 京阪宇治駅 → 明星町3丁目 → 京阪宇治駅 → JR宇治駅
  - 最終便は明星町1丁目止まり。

### 宇治太陽が丘線

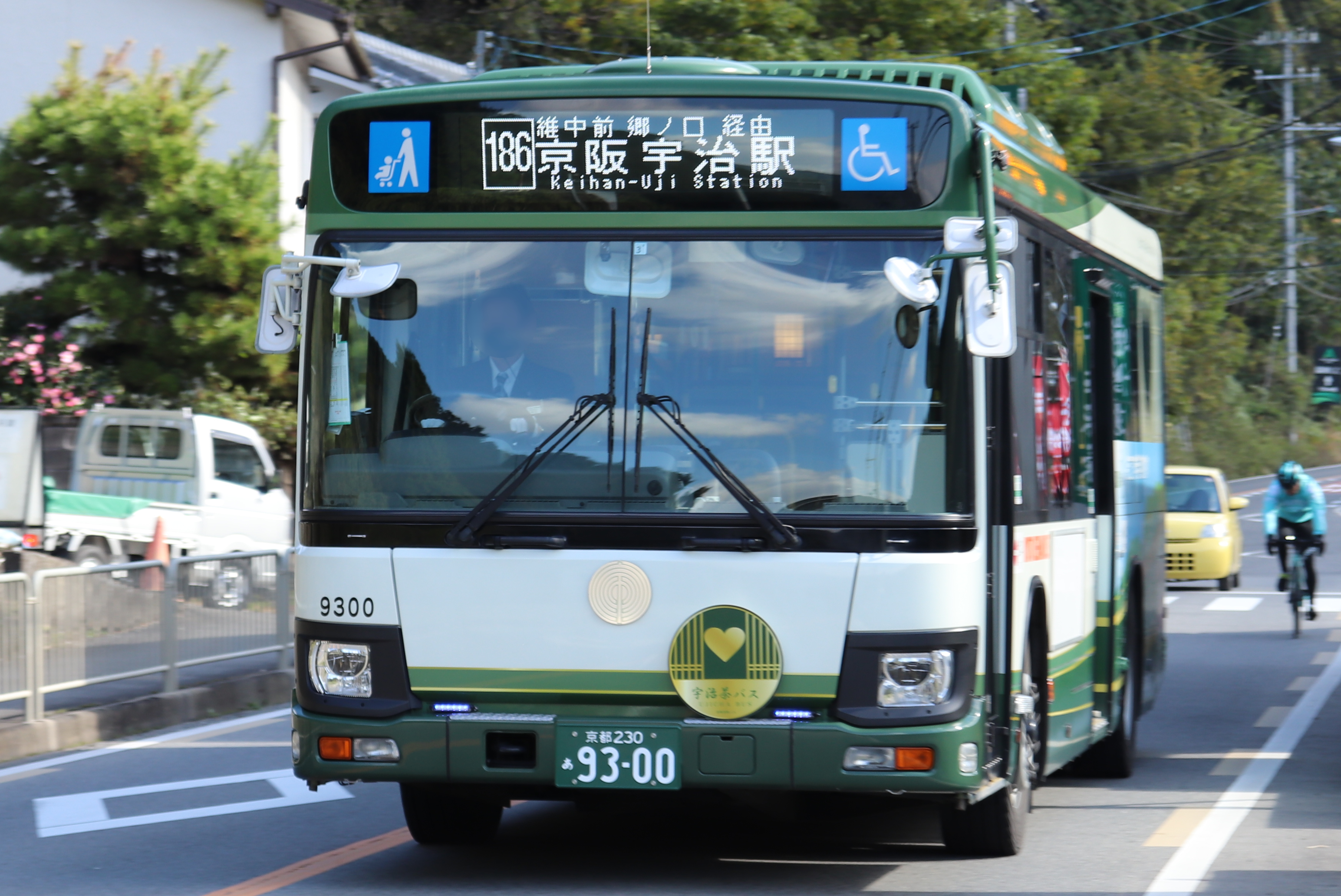
宇治茶バス

宇治の中心地区から「太陽が丘」こと京都府立山城総合運動公園への路線。

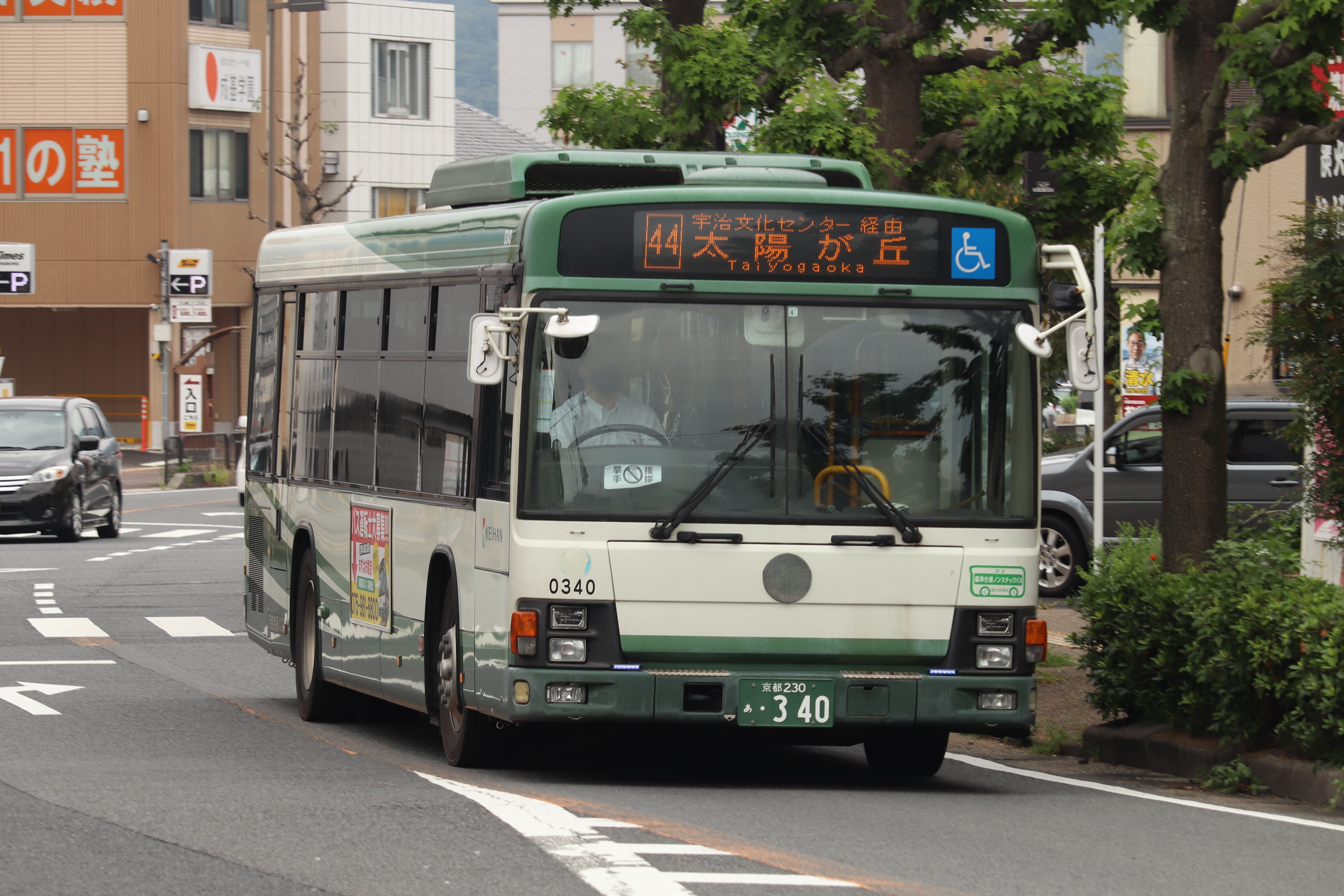
44号経路

路線の設定に当たっては、当初の計画段階では京都府企業局、宇治市、京阪宇治交通の3社間で協議の上検討を行った。しかし京阪宇治交通の路線免許申請時期になり京阪バスもこの路線の運営に参加する旨を申し入れて来た。これは、京都府企業局は京阪宇治交通のみではなく京阪バスにも運行を要請していた事によるものであった。京阪宇治交通側は琵琶台線に京阪バスが運行する事は想定していなかった。京阪宇治交通側は「（宇治市中央部は）創業以来の当社営業区域であり、当社単独路線である琵琶台線に京阪バスが乗り入れることは予期していなかった。」と社史に記している。
毎年7月の2日間（2017年開催のみ平日1日が追加され3日間）に太陽が丘で開催される野外ロック・フェスティバル「京都大作戦」の際は、京阪宇治駅・JR宇治駅・近鉄大久保から太陽が丘までの臨時シャトルバスが運行されている。なお、この臨時シャトルバスは専用のシャトルバスチケットの購入者しか乗車することが出来ない。付録に手ぬぐいがついている関係上、運賃は往復1,200円（2013年までは800円、2014年より2018年までは1,000円であった。
本路線にも「宇治茶バス」が運用に入ることがある。
京阪宇治駅ではJR黄檗駅行きは3のりば、太陽が丘行きは2のりば発。
- 41A号経路：太陽が丘ゲート前 → 宇治文化センター → 琵琶台3丁目 → 宇治市役所→ JR宇治駅 → 京阪宇治駅 → 森本 → JR黄檗駅
- 44号経路：京阪宇治駅 - JR宇治駅 - 宇治市役所 - 宇治文化センター - 太陽が丘ゲート前 - 太陽が丘
- 45号経路：京阪宇治駅 - JR宇治駅 - 宇治市役所 - 琵琶台3丁目 - 宇治文化センター - 太陽が丘ゲート前 - 太陽が丘
- 45A号経路：京阪宇治駅 - JR宇治駅 - 宇治市役所 - 琵琶台3丁目 - 宇治文化センター - 太陽が丘ゲート前

### 大久保宮ノ谷線
近鉄大久保では1のりばからの発車。短距離ながら日中20分間隔で、利便性が高い。
- 58A号経路 近鉄大久保 - 宮ノ谷

### 新田辺宇治田原線
鉄道駅のない宇治田原町への新田辺駅（近鉄京都線）・京田辺駅（JR学研都市線）からのアクセス路線。概ね国道307号の旧道を経由。
近鉄新田辺では1のりば発。同のりばは京阪バスも発着している。
- 60号経路：近鉄新田辺 - JR京田辺 - 草内口 - 山城大橋 - 南京都病院 - 銘城台 - 郷之口 - 維中前
- 60B号経路：近鉄新田辺 → JR京田辺 → 維中前 → 工業団地
- 62号経路：近鉄新田辺 - 維中前 - 緑苑坂
  - 宇治田原方面行きは夕方以降自治会館前、緑苑坂東を経由する。
- 62B号経路：近鉄新田辺 → JR京田辺 → 維中前 → 緑苑坂 → 工業団地 → 維中前 → JR京田辺 → 近鉄新田辺
  - この経路も往路でのみ自治会館前、緑苑坂東を経由するものがある。
- 62C号経路：近鉄新田辺 → JR京田辺 → 維中前 → 工業団地 → 緑苑坂 → 維中前 → JR京田辺 → 近鉄新田辺
- 99号経路：維中前 - 猿丸神社
  - 毎月13日のみ運行。

### 黄檗台循環線
- 109号経路：JR黄檗駅 - 隼上り（はやあがり） - 莵道高校 - 黄檗公園 - JR黄檗駅
  - 右回り、左回りあり。系統番号は同一。

### 立場線
京阪宇治駅では2のりばからの発車。186号経路と188号経路は記載した停留所のみ停車する季節運行路線であり、188号経路には「宇治やんたんライナー」という愛称が付いている。
- 180号経路：京阪宇治駅 - JR宇治駅 - 宇治市役所 - 太陽が丘ゲート前 - くつわ池 - 郷之口 - 維中前
- 180B号経路：維中前 → 郷之口 → くつわ池 → 太陽が丘ゲート前 → 琵琶台3丁目 → 宇治市役所→ JR宇治駅 → 京阪宇治駅
- 182号経路：京阪宇治駅 - JR宇治駅 - 宇治市役所 - 太陽が丘ゲート前 - くつわ池 - 郷之口 - 維中前 - 緑苑坂
- 184号経路：京阪宇治駅 - JR宇治駅 - 宇治市役所 - 太陽が丘ゲート前 - くつわ池 - 郷之口 - 維中前 - 工業団地
- 186号経路：京阪宇治駅 - JR宇治駅 - 維中前 - 奥山田正寿院口
- 188号経路：JR宇治駅 - 京阪宇治駅 - 黄檗公園 - 平等院 - 郷之口 - 維中前 - 宇治田原郵便局前 - 湯屋谷

### 大久保太陽が丘線
土休日の日中のみ運行。近鉄大久保では5のりばからの発車。
- 220号経路：近鉄大久保 - 寺山台 - 宇治友が丘 - 太陽が丘

### 鴻ノ巣山運動公園近鉄寺田線
城陽市内の路線。近鉄寺田 - プラムイン城陽で、520号経路を基本とし一部に525号経路を織り交ぜる形態で運行。ほぼ日中のみの運行で、基本的には30分間隔となっている。
JR城陽駅では1のりばからの発車。
- 520号経路：近鉄寺田 - 文化パルク城陽 - 城陽市役所 - JR城陽駅 - 友ヶ丘 - 東宮ノ谷 - 鴻ノ巣山運動公園 - プラムイン城陽
- 521号経路：JR城陽駅 - 友ヶ丘 - 東宮ノ谷 - 鴻ノ巣山運動公園 - プラムイン城陽
- 525号経路：近鉄寺田 - 文化パルク城陽 - 城陽市役所 - JR城陽駅 - 友ヶ丘 - 東宮ノ谷 - サンガタウン城陽 - 鴻ノ巣山運動公園 - プラムイン城陽

### プラムイン城陽長池線
こちらもほぼ日中のみの運行（朝夕ラッシュにも若干運行される）の城陽市内の路線。580号経路以外は朝の片道1本ずつのみ。
JR城陽駅では2のりばからの発車。
- 580号経路：アル・プラザ城陽 - 長池駅口 - 近鉄富野荘 - 水主団地 - 西城陽高校 - 寺田駅東口 - 城陽市役所 - JR城陽駅 - 城陽高校 - プラムイン城陽
  - 日中1時間間隔で運行されている。
- 582号経路：水主団地 → 西城陽高校 → 寺田駅東口 → 城陽市役所 → JR城陽駅 → 城陽高校 → プラムイン城陽
- 583号経路：プラムイン城陽 → 城陽高校 → JR城陽駅

### 宇治小倉線
宇治駅とニンテンドーミュージアムと近鉄小倉駅を結ぶ路線。64の運行経路番号は、任天堂からかつて発売されていたゲーム機であるNINTENDO 64にちなむ。
尚、バスは日野ポンチョ（HX9JLCE）の新車であり、宇治市×京都アニメーションの「紫式部ゆかりのまち宇治」が全面にラッピングされている。
2024年7月21日の運行開始当初は1日4便のみの運行で、同年10月2日のニンテンドーミュージアム開業後は1日8便となった後、2025年8月1日のダイヤ改正で1日9往復となった。
- 64号経路：京阪宇治駅 - 宇治橋西詰→JR宇治駅 →総合庁舎前→ニンテンドーミュージアム → 近鉄小倉→総合庁舎前→JR宇治駅→宇治橋西詰→京阪宇治駅

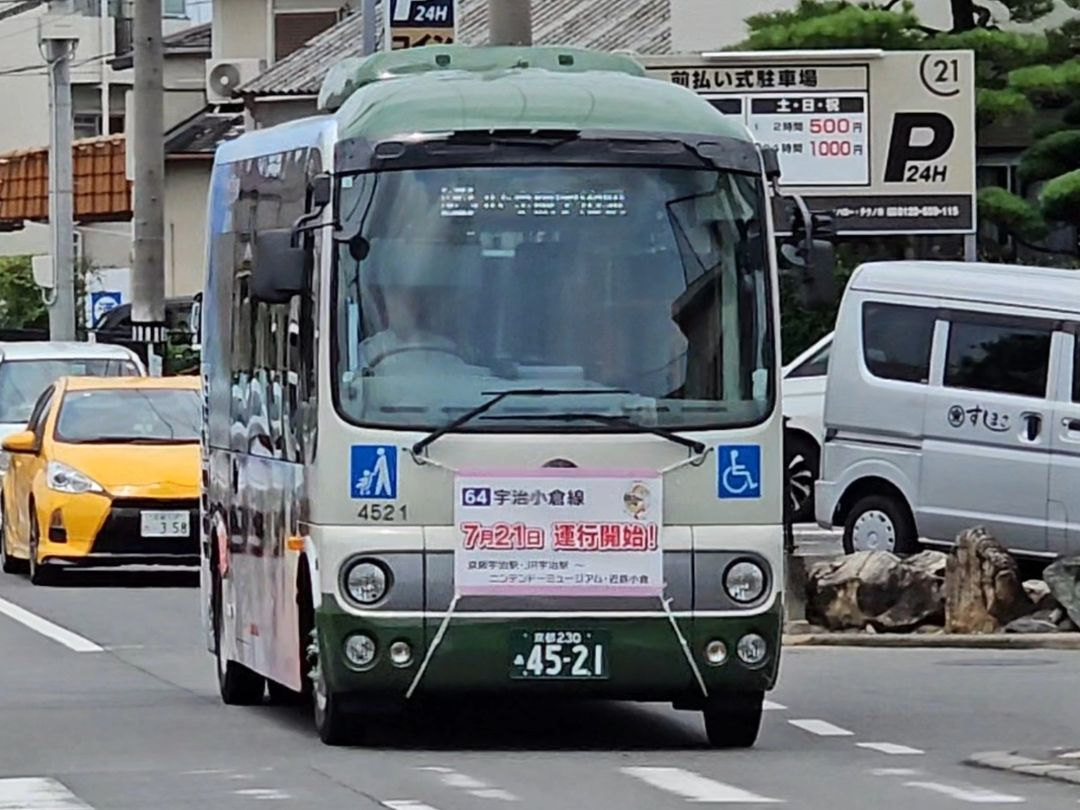
前面
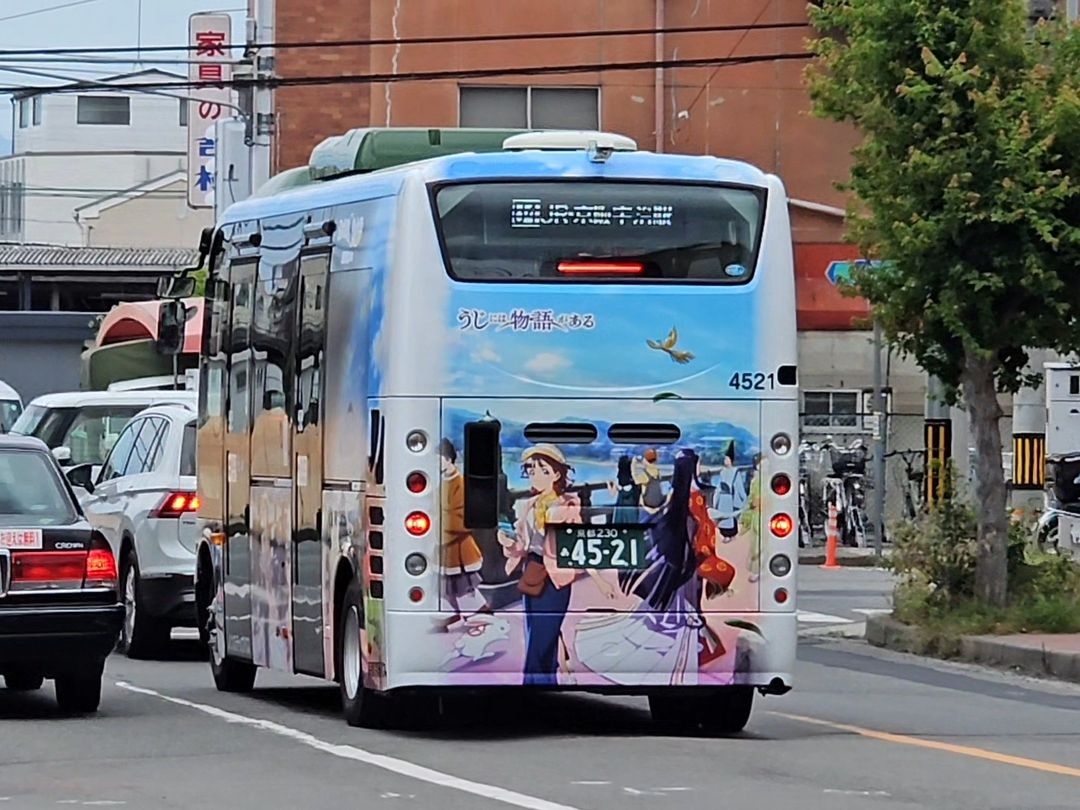
後面
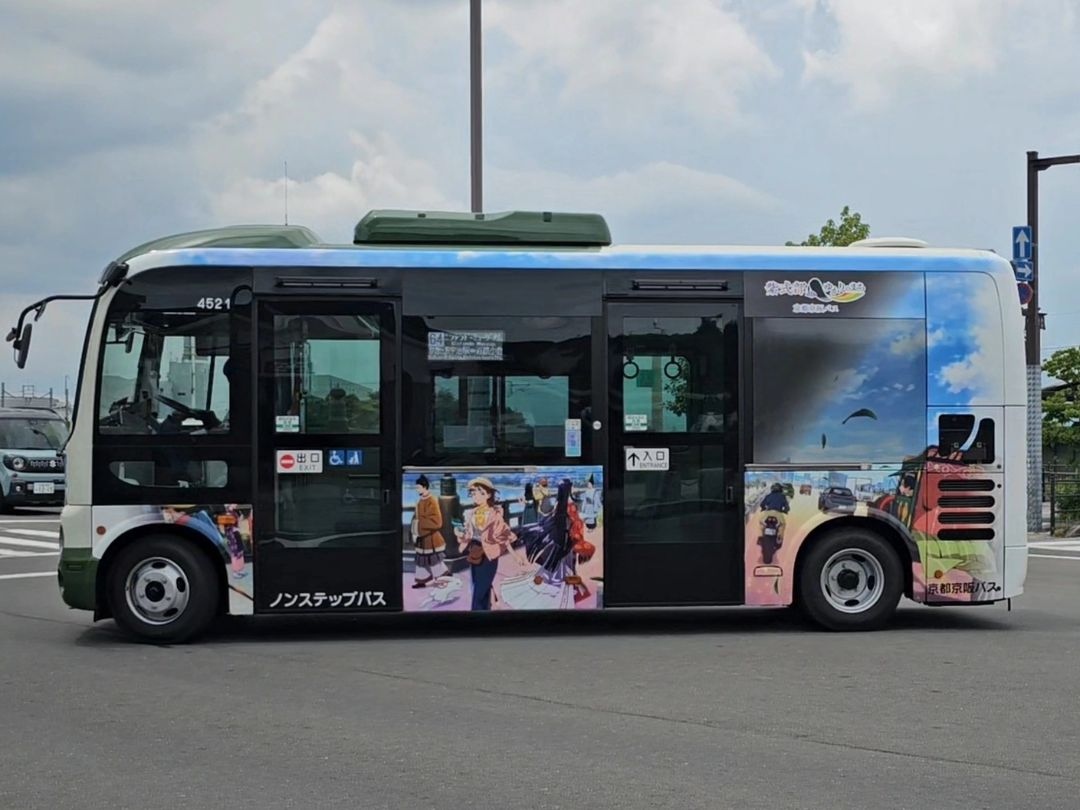
側面（右）
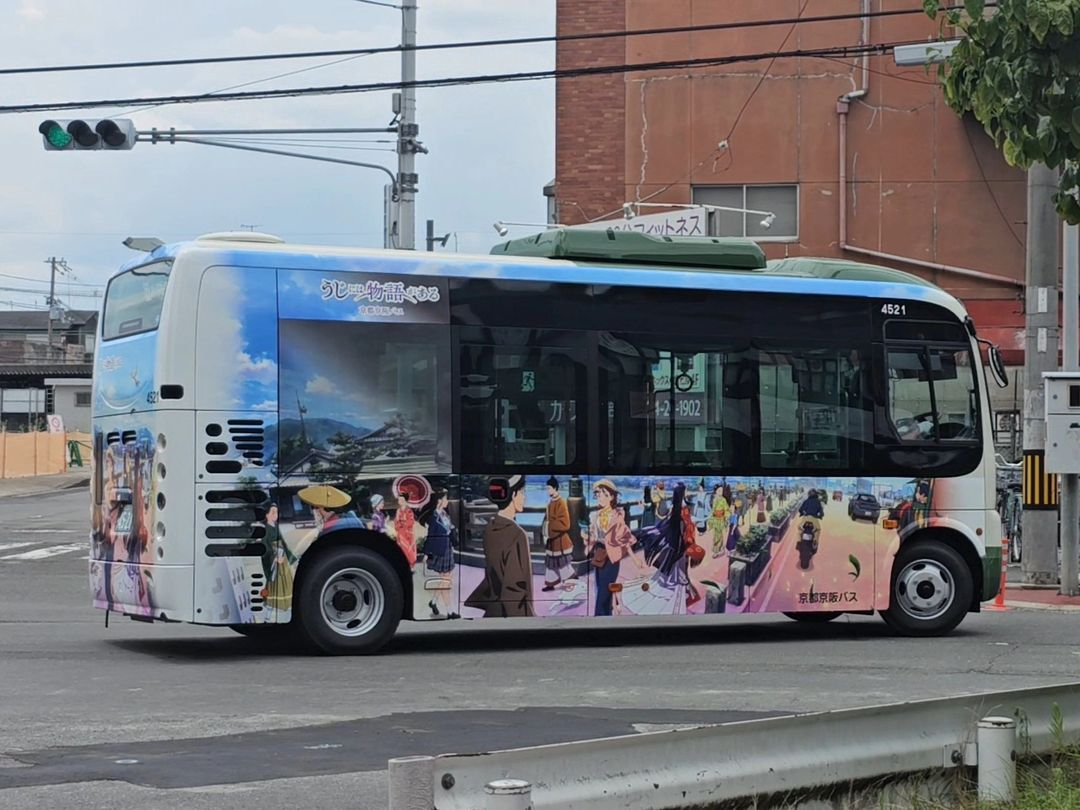
側面（左）

## 過去の系統

### 御蔵山線
東御蔵山循環線と合わせて2024年から京阪バス山科営業所（御蔵山六地蔵線）に移管。ただし元・東御蔵山循環線は京阪バス引継時に、京都京阪バス時代の畑町経由より武田総合病院経由に変更した。
- 100号経路：京阪六地蔵 → 新六地蔵橋 → JR六地蔵 → 御蔵山 → JR六地蔵 → 新六地蔵橋 → 京阪六地蔵
- 101号経路：京阪六地蔵 → JR六地蔵 → 御蔵山 → JR六地蔵 → 京阪六地蔵（現・京阪バス11号経路）

### 東御蔵山循環線
京都京阪バスの場合、循環系統の系統番号は本来は若い番号が右回りであるが、東御蔵山循環線では例外で若い番号が左回りである。
京阪六地蔵では108・118・128号経路が1のりば、107・127号経路が3のりばからの発車。
- 107号経路：京阪六地蔵 - 新六地蔵橋 - JR六地蔵 - 東宇治高校 - 東御蔵山
- 108号経路：京阪六地蔵 - JR六地蔵 - 東宇治高校 - 東御蔵山（現・京阪バス18号経路）
- 118号経路：京阪六地蔵 → JR六地蔵 → 東宇治高校 → 東御蔵山 → 平尾南 → なごみの里病院 → 石田 → JR六地蔵 → 京阪六地蔵
- 127号経路：京阪六地蔵 → 新六地蔵橋 → JR六地蔵 → 石田 → 東御蔵山 → なごみの里病院 → 平尾南 → 東宇治高校 → JR六地蔵 → 新六地蔵橋 → 京阪六地蔵
- 128号経路：京阪六地蔵 → JR六地蔵 → 石田 → 東御蔵山 → なごみの里病院 → 平尾南 → 東宇治高校 → JR六地蔵 → 京阪六地蔵

### 淀山崎線
この路線も元京都南部線であったが、洛南営業所には移管されずに2019年以降も男山営業所が管轄しており、2021年より淀長岡京線とともに京都京阪バスに移管された。
京阪線と阪急京都線・JR京都線を結ぶ路線の1つだが朝夕のみの運行で本数も少なく、2023年11月13日には平日の運行が全廃。2025年3月22日には土曜・休日の運行も全廃した。
- 13号経路：京阪淀駅 - 名神大山崎 - 阪急大山崎駅 - JR山崎駅

### イオン松井山手線
松井山手駅（JR学研都市線）では1のりば発。
- 17号経路：まちの駅イオン久御山店前 - 久御山工業団地 - 京都岡本記念病院 - 上津屋工業団地 - 岩田北 - 美濃山口 - プロロジスパーク京田辺 - 高速京田辺前 - 松井山手駅
- 17A号経路：まちの駅イオン久御山店前 - 久御山工業団地 - 京都岡本記念病院 - 美濃山口 - プロロジスパーク京田辺 - 高速京田辺前 - 松井山手駅
  - 2018年3月17日開設。この系統の設定で会社発足以来初めて一般路線バスが八幡市に進出[13]。
- 17NS号経路：まちの駅イオン久御山店前 → 高速京田辺前 → 松井山手駅

2025年7月31日に全廃され、地元の八幡市からは京都京阪バスの一般路線は撤退した。

### 立命館大学 (BKC) 線
2008年4月1日運行開始。2000年代後半までに京都府南部の道路事情が改善し、特に高速道路網が整備され、京阪沿線からの立命館大学びわこ・くさつキャンパス（滋賀県草津市。愛称：BKC)への通学には時間を要するため、整備された高速道路網を利用しての直通短距離高速バスを学校法人立命館、立命館大学、京阪京都交通、京阪宇治バスとの4者で提案の上計画された路線である。これにより、京阪沿線より立命館大学(BKC)への通学時間が大幅に短縮された。2020年4月1日に京阪バス洛南営業所に移管。

## その他の路線

### コミュニティバス
詳細については各路線の記事を参照。
- コミュニティバスやわた - 2018年4月から京阪バスより運行を継承。
- 城陽さんさんバス - 京阪宇治交通より運行を継承。
- 2015年までは、久御山町のってこバスも運行されていた。

### 特定路線
- 京都きづ川病院（木津川病院）への通院者の特定輸送

### 高速路線
2017年3月31日をもって撤退。これにより京都京阪バスは高速バス事業から撤退。

## 車両
かつては日産ディーゼル製も配置されていたが、現在は全車廃車となり、三菱ふそう・日野・いすゞ製車両を配置している。